# Толидо (Илиноис)
Толидо (енгл. Toledo) град је у америчкој савезној држави Илиноис.

## Демографија
По попису из 2010. године број становника је 1.238, што је 72 (6,2%) становника више него 2000. године.
| Група             | 2000.         | 2010.         |
| Белци             | 1.147 (98,4%) | 1.216 (98,2%) |
| Афроамериканци    | 0 (0,0%)      | 3 (0,2%)      |
| Азијати           | 0 (0,0%)      | 3 (0,2%)      |
| Хиспаноамериканци | 5 (0,4%)      | 11 (0,9%)     |
| Укупно            | 1.166         | 1.238         |